# Večernice lesní
Večernice lesní (Hesperis sylvestris) je málo rozšířená rostlina, druh rodu večernice, která je pro svůj vzácný výskyt v české přírodě hodnocena jako ohrožený druh  (C3).

## Výskyt
Večernice lesní je evropská bylina s nejsilnějším výskytem na jihovýchodě Střední Evropy. V České republice se nachází pouze v izolovaných arelách ve středních Čechách a v Polabí a dále jen na střední a jižní Moravě.
Je světlomilnou rostlinou rostoucí v listnatých lesích a na jejich mýtinách, na travnatých svazích, v řídkých křovinách, na mezích a okrajích polí, na rumištích i skládkách. Vyskytuje se jak na humózních, výživných a hlinitých tak i na kamenitých půdách, převážně s vápencovitým nebo silikátovým podložím, od nížin po pahorkatiny.

## Popis
Dvouletá rostlina s lodyhou i listy porostlými žláznatými chlupy které ji dělají na omak lepkavou. Má přímou, na průřezu oblou lodyhu dorůstající do výše 70 až 100 cm. Lodyha se v horní části rozvětvuje, nově vyrůstající větve jsou nejdříve převislé a teprve později se vztyčují, nepřesahuji však vrchol lodyhy.
Přízemní a spodní lodyžní listy 8 až 15 cm dlouhé (v době kvetení již suché) mají řapíky, jejich čepele jsou lyrovitě peřenodílné až peřenosečné se dvěma až pěti páry vejčitých bočních lístků a podlouhlým lístkem koncovým. Listy vyrůstající ve střední a horní části lodyhy jsou přisedlé, úzce vejčité, zubaté a dlouze špičaté.
Oboupohlavné čtyřčetné květy na vodorovných nebo šikmých chlupatých stopkách vytvářejí hrozen, spodní květy vyrůstají z paždí tenkých listenů. Úzce vejčité až kopinaté kališní lístky s tupým vrcholem bývají 10 mm dlouhé, jsou nafialovělé s úzkým bílým lemem a chlupaté. Obvejčité úzké korunní lístky 8 až 15 × 7 až 9 mm velké s dlouhým nehtem jsou z počátku nafialovělé a později sytě fialové. Rostlina vykvétá v květnu až červenci.
Plod je oblá nebo jen slabě čtyřhranná šešule 6 až 10 mm dlouhá, obvykle rovná nebo mírně nazpět ohnutá. Šešule je mezi semeny zúžená a její vypuklé chlopně mají zřetelnou střední i boční žilky. Semena jsou hnědá, elipsoidního tvaru a 2 až 2,5 mm velká.